# دل منو به دست بیار
«دل منو به دست بیار» (انگلیسی: Good Graces) ترانه‌ای از خواننده آمریکایی سابرینا کارپنتر از ششمین آلبوم استودیویی او به نام مختصر و مفید (۲۰۲۴) است. کارپنتر این ترانه را همراه با جولیا مایکلز، ایمی آلن و تهیه‌کنندگان جان رایان و جولیان بونتا نوشت. این ترانه در ۲۳ اوت ۲۰۲۴ توسط آیلند رکوردز به عنوان سومین قطعهٔ آلبوم منتشر شد.